# RollerCoaster Tycoon 3D
RollerCoaster Tycoon 3D es el próximo videojuego de construcción y administración  desarrollado por N-Space, fue programado para liberación por Atari en marzo de 2012, aunque esta fecha de lanzamiento fue perdida y luego reprogramada para el 22 de mayo de 2012; sin embargo, el juego no fue lanzado ese día tampoco. Tal vez porque los de N-Space dijeron que el juego había sido suspendido por el momento.
El 19 de marzo de 2012, Atari anunció en su página oficial de Facebook que darían a conocer la fecha de lanzamiento a finales de 2012, siendo el 16 de octubre de 2012 en Norteamérica.
Es la cuarta entrega de RollerCoaster Tycoon, aunque será la primera edición portátil del juego, ya que será exclusivo de la Nintendo 3DS.
El juego recibió una página web oficial a partir del 7 de septiembre de 2011, incluyendo un tráiler.

## Recepción
Hasta ahora, Nintendo Power le ha dado al juego una revisión mixta de 5.5 de 10, citando problemas con las limitaciones del juego y características decepcionantes.